# Езерищенский замок
Езерищенский замок — деревянно-земляное оборонительное укрепление возле бывшего местечка Езерище Великого княжества Литовского (теперь в Городокском районе Витебской области). Существовал в XIV—XVII вв.

## Локализация замка
Располагался на полуострове озера Езерище, за 3 км от поселка, около деревни Местечко. В плане четырехугольник (100 х 120 м.). Было окружено земляными валами (высота 2-4 м.) с 3 башнями (диаметром около 15 м.) и с севера рвом (7 м.), который отделял замок от остальной территории полуострова. Во время наводнения замок превращался в островную крепость. По словам хрониста Р. Гейденштейна, в XVI в. замок имел значительные укрепления и вместе с Полоцком царил «над всем краем».

## История
В Ливонской войне (1558-1582) взят русскими войсками и сожжён (1564), потом отстроен. Вот как было описана осада Езерища:
«Приидоша веикого государя полковыя воеводы и конница и пехота многое множество воинских людей к городу Озерищам, тако бо зовом бе того ради, что тот град обыде округ града того, только малая стезя ко граду бысть. И начаща приступати, но не возмогша езера ради, что велико дебре, а ко граду прихрд добре велик да крепок, а в нем живущих и осадных людей много и наряду боевого много... и под тем градом пребыша многое время великого государя воинские люди... Русские вои учиниша многие плоты древяны и тое озеро опешав, и тое плотв подведоша под самую стену городовую и учиниша приступ крепце со всех стран».
В 1579 году его уничтожили во время штурма войска короля С. Батория, позже вновь восстановлен. В начале XVII в. во время пожара укрепления замка сгорели, но он был отстроен в 1616 году по приказу короля Сигизмунда III Вазы озерищанским старостой К. М. Друцким-Соколинским. В августе 1654 году замок захвачен русскими войсками во главе с воеводой С. Стрешневым. Сохранились только остатки валов.

## Археологические исследования замка
В 1950 году замчище обследовал Л. В. Алексеев. В 1971 году Г. В. Штыхов сделал план замчища и провел шурфовку (2х2 м). В 1979 году О. Н. Левко провела раскопки на площади 100  м² и прорезку южной башни с валом.
Исследование О. Н. Левко показало, что высота насыпи от центра до основания 6 м, радиус — 12 м, ядро начального вала из плотной ярко-красной глины, высота 1,5 м. Вал и насыпь под основанием башни раздезлялись рвом глубиной 0,8 — 1 м. На площадке, что была основой башни, выявлен фрагмент (около 1 м) из смеси глины, песка, гравия и мелкого камня. Выше его залегала прослойка тусклой окраски с углем и золой. Над ней зафиксированы остатки деревянных конструкций, перекрытых культурным слоем около 1 м, где был более поздний фундамент башни, составленный из 2 ярусов крупных валунов. Найденная керамика свидетельствует, что постройка и восстановление башни относится к XIV—XV вв.
Результаты археологических исследований подтверждаются письменными источниками, согласно которым в XIV в. существовала Озерищенская волость с центром в Озерищи (ныне Езерище). Замок, наверное, построенный для защиты населения пограничной волости. В раскопе на южной окраине городища около вала культурный слой имеет толщину 0,15 — 0,4 м. В материке обнаружено много ям, заполненных золой и шлаком. Большинство керамики относится к XIV—XV вв., близка по форме и орнаменту к материалам из Орешка и Пскова, датированных тем же временем. Единичные находки XVI—XVII вв. (глазурованная керамика, кафель) свидетельствуют, что в этот период замок использовался населением как укрытие во время военных действий.
Часть обнаруженной керамики относится к VIII—X вв., что подтверждает существование поселения до постройки замка.